# گونار اوستروم
گونار اوستروم (فنلاندی: Gunnar Åström؛ ۱۹۰۴ – ۱۹۵۲ (۴۷−۴۸ سال)) بازیکن فوتبال اهل فنلاند بود.
از باشگاه‌هایی که در آن بازی کرده‌است می‌توان به اشاره کرد.
وی همچنین در تیم ملی فوتبال فنلاند بازی کرده‌است.